# Kleidocerys
Kleidocerys is een geslacht van wantsen uit de familie bodemwantsen (Lygaeidae). Het geslacht werd voor het eerst wetenschappelijk beschreven door Stephens in 1829.

## Soorten
Het genus bevat de volgende soorten:

- Kleidocerys costaricensis Cervantes, L. & H. Brailovsky, 2010
- Kleidocerys denticollis (Stal, C., 1874)
- Kleidocerys dimidiatus Barber, 1953
- Kleidocerys ericae (Horváth, 1908)
- Kleidocerys franciscanus (Stål, 1859)
- Kleidocerys hispaniola Baranowski in Baranowski & Slater, 2005
- Kleidocerys modestus Barber, 1953
- Kleidocerys nubilus (Distant, 1883)
- Kleidocerys obovatus (Van Duzee, 1931)
- Kleidocerys ovalis Barber, 1953
- Kleidocerys pallipes Brailovsky, H., 1976
- Kleidocerys privignus (Horváth, 1894)
- Kleidocerys punctatus (Distant, W.L., 1893)
- Kleidocerys resedae (Panzer, 1793)
- Kleidocerys suffusus Barber, 1947
- Kleidocerys truncatulus (Walker, 1872)
- Kleidocerys virescens (Fabricius, 1794)